# У мом крају
У мом крају је дебитантски студијски албум српске поп певачице Неде Украден, издат 1975. године за РТВ Љубљана. Снимљен је у сарадњи са музичком групом Камен на камен. Продуцент је био Дечо Жгур, а већину песама компоновао је Никола Борота, на текстове Рајка Петрова Нога.

## Списак песама
| №   | Назив                | Трајање |  |
| 1.  | У мом крају          | 2:26    |  |
| 2.  | Лелија               | 2:22    |  |
| 3.  | Земља нек се креће   | 1:51    |  |
| 4.  | Земљина тежа         | 2:41    |  |
| 5.  | Срце у срцу          | 3:08    |  |
| 6.  | Село малено          | 2:46    |  |
| 7.  | Јел то тај           | 2:22    |  |
| 8.  | Три ме момка просила | 2:53    |  |
| 9.  | Мила мајко           | 2:40    |  |
| 10. | Мезарје              | 3:16    |  |
| 11. | Сунцокрет            | 2:28    |  |
| 12. | У мом крају          | 0:20    |  |